# Данко, Иштван

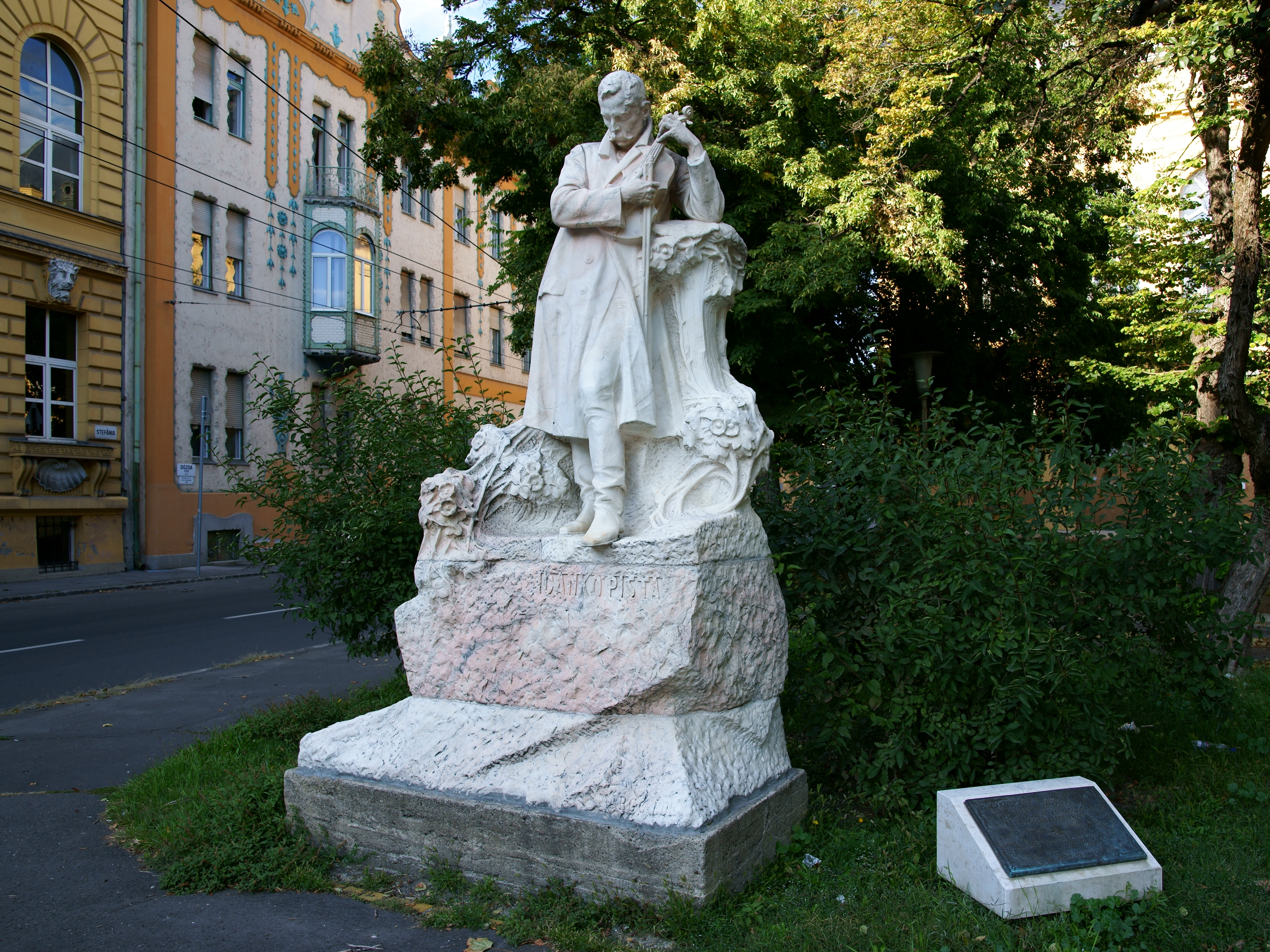
Памятник Пиште Данко (1912 г., скульптор Эде Марго) в Сегеде

И́штван Данко, известный также как Пи́шта Данко (венг. Dankó Pista; 14 июня 1858, Сегед, Австрийская империя — 29 марта 1903, Австро-Венгрия) — венгерский скрипач и композитор цыганского происхождения.

## Биография
Пишта родился в бедной цыганской семье в городе Сегед и получил только четыре класса образования. Отец Пишты умер, когда будущему композитору было девять. С десяти лет Иштван уже стал зарабатывать на жизнь, играя на скрипке в кабаках в цыганском ансамбле, под руководством своего дяди. Вскоре прославился тем, что сочинял мелодии на зачитываемые ему стихи. Всерьёз принялся за сочинение музыки в возрасте 28 лет.
В 1893 году император Франц Иосиф I посетил Сегед и присутствовал на концерте ансамбля Данко в его честь. Игра так понравилась ему, что он подарил Пиште золотое украшение — композитор затем продал подарок и потратил вырученные деньги на покупку дома.

## Вклад в музыку
Сохранилось до 400 песен авторства Данко (в некоторых ему принадлежат не только мелодия, но и слова). Многие его песни популярны в народе до сих пор. Данко работал в жанрах народной венгерской и цыганской музыки.

## Интересные факты
- В 1912 году в Сегеде композитору был установлен памятник работы скульптора Эде Марго. Это единственный в мире памятник цыгану-музыканту.
- Про памятник Данко существует легенда: когда мимо него идёт половозрелая девственница, от мраморной скрипки доносится звук колеблющейся струны. Венгерский анекдот добавляет: но в последнее время этот звук никто не слышал.[3]
- О жизни Иштвана Данко в Венгрии был снят фильм (1941).
- В городах Сегед, Эделень есть улицы, названные в честь Пишты Данко.